# Fred Vargas
Fred Vargas er pseudonym for den franske kriminalforfatter Frédérique Audoin-Rouzeau (født 7. juni 1957 i Paris). Hendes pseudonym er en reference til Maria Vargas (en karakter spillet af Ava Gardner i filmen Den barfodede grevinde). Pseudonymet bruges også af hendes tvillingesøster Jo Vargas.
Hun er uddannet arkæolog med speciale i pesten i middelalderen og arbejder som arkæozoolog for CNRS men har derudover, siden 1986 skrevet adskillige kriminalromaner og blev tildelt den europæiske krimipris The Ripper Award 2012.